# Woedtke (Adelsgeschlecht)

Wappen derer von Woedtke

Woedtke ist der Name eines pommerschen Uradelsgeschlechts, das eines Stammes und Wappens mit den von Kleist ist, die 1263 urkundlich zuerst erscheinen.

## Geschichte

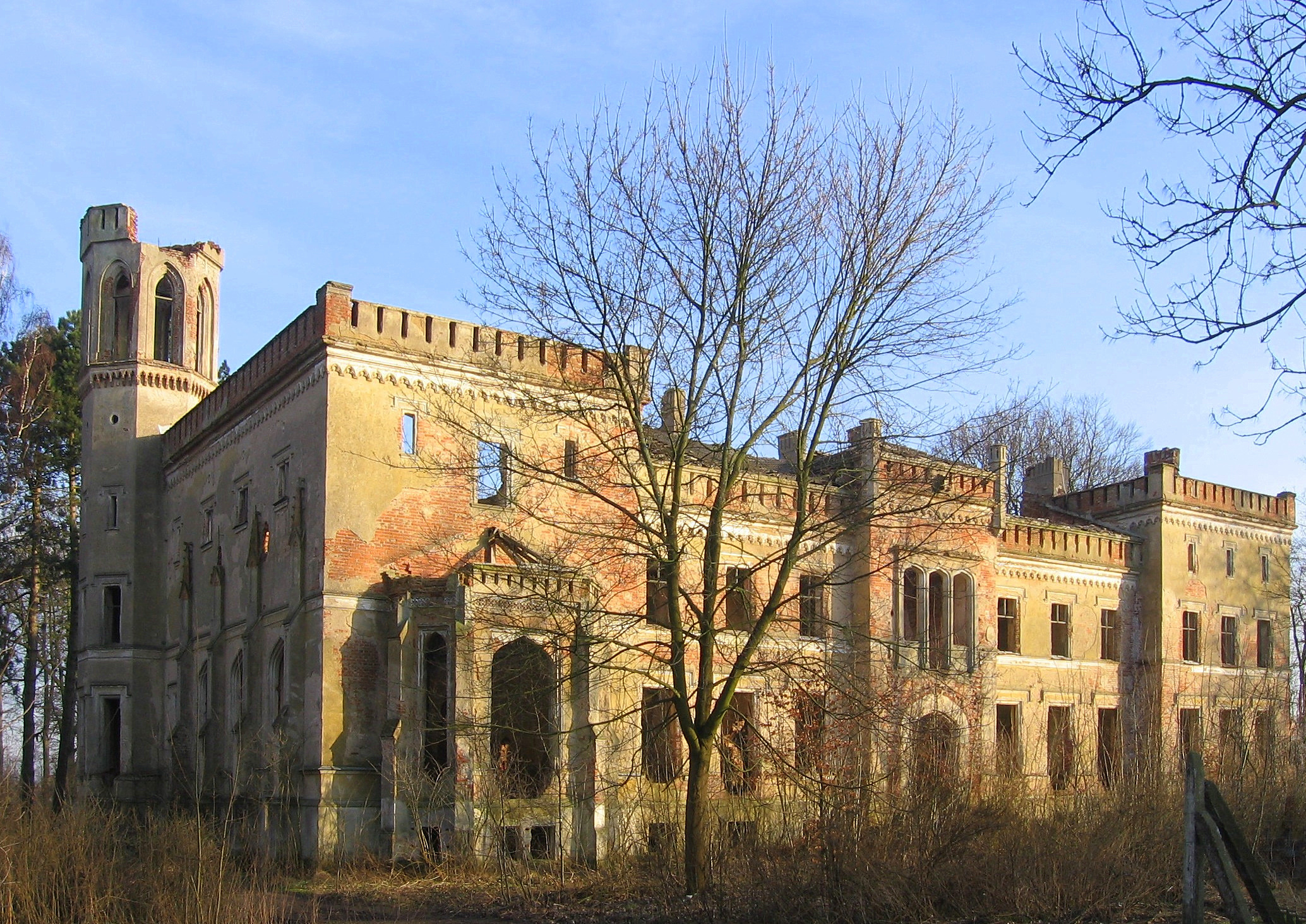
Ehemaliges Herrenhaus in Woedtke

Die Stammreihe beginnt 1389 mit Joachim von Woedtke auf Woedtke und Zirkwitz. Das Geschlecht ist in zwei Linien geteilt: I. Linie Woedtke, II. Linie Sydow. 1892 wurde eine Familienstiftung gegründet.
Zu den Familienbesitzen zählten Woedtke, Zirkwitz, Buslar, Sydow und Bolkow. Hinzu kamen noch kleinere Begüterungen in Pommern wie Breitenberg. Der namensgebende Stammsitz gehörte zu den ältesten Besitzen in Pommern und blieb mit 547 ha bis 1945 in der Familie. Viele Vertreter der alten Familie waren Mitglied der Deutschen Adelsgenossenschaft und sind bis heute im Johanniterorden aktiv. Die Karrieren der Woedtkes als Land- und Forstwirte, in Staats- und Militärdienst, begannen auf Gymnasien der umliegende Städte und dann in bekannteren Adelsinternaten wie der Ritterakademie Brandenburg. Die Ehefrauen beteiligten sich in Einzelfällen dort als Mäzen und Förderer.

## Wappen
Das Wappen zeigt in Silber einen von zwei flüchtigen roten Füchsen begleiteten roten Balken. Auf dem Helm mit rot-silbernen Decken drei fächerförmig auf drei (silber-rot-silber) Rosen gestürzte eiserne Knebelspieße mit goldenen Schäften.

## Bekannte Familienmitglieder
- Georg Eggert von Woedtke (1698–1756), preußischer Generalmajor und Ritter des Ordens pour le merite
- Heinrich Eggard von Woedtke (1733–1806), preußischer Jurist, letzter Oberhauptmann von Lauenburg und Bütow
- Friedrich Wilhelm von Woedtke (1736–1776), preußischer Offizier und General der Kontinentalarmee im Amerikanischen Unabhängigkeitskrieg
- Leopold Christian von Woedtke (1792–1872), preußischer Generalmajor
- Carl von Woedtke (1824–1901), preußischer Landrat und Mitglied des deutschen Reichstags
- Reinhold von Woedtke (1828–1898), Landrat der Kreise Schlawe und Greifenberg
- Erich von Woedtke (1847–1902), Präsident des Kaiserlichen Reichsaufsichtsamtes für Privatversicherungen, preußischer Bevollmächtigter im Bundesrat, federführender Bearbeiter der ersten Sozialgesetzgebung, Autor[8]
- Axel von Woedtke (1848–1920), preußischer Generalleutnant[9]
- Peter von Woedtke (1864–1927), Bildhauer, Ritter des Johanniterordens; seine Frau Käthe Rosenthal starb 1945 in Theresienstadt
- Alexander von Woedtke (* 1889), Erbe von Sydow A,[10] zuerst SS-Führer in Pommern und Schlesien[11], zuletzt SS-Oberführer[12]
- Fritz von Woedtke  (1906–1959), Schriftsteller, sein Schaffen ist in der DNB